# Calophasia tenera
Calophasia tenera är en fjärilsart som beskrevs av Jacob Hübner 1827. Calophasia tenera ingår i släktet Calophasia och familjen nattflyn. Inga underarter finns listade i Catalogue of Life.